# Батумський археологічний музей
Батумський археологічний музей (груз. ბათუმის არქეოლოგიური მუზეუმი) — найстаріший в країні археологічний музей, розташований в Батумі (вул. Іллі Чавчавадзе, 77) у Грузії.

## Історія
Історія археологічного зібрання з розкопок, що проводилися в Аджарії, налічує понад сто років, проте для широкого огляду колекція була представлена лише в 1994 році .
Нині у фондах музею зберігається 22800 експонатів і унікальних знахідок з усією території Аджарії: монети, глиняний, скляний, золота і бронзова посуд різних історичних періодів, римські статуї, карбовані ікони, хрести, рельєфне зображення св. Георгія з давніх православних храмів, грецькі персні-печатки із зображеннями Гермеса, Афродіти та Ерота, які були виготовлені в найкращих майстернях Греції та багато іншого.
У 2014 році музей був реконструйований, в тому ж році відвідувачам представлено «Золотий фонд» (золота нумізматика та ювелірні вироби) .
Крім експозиції, в музеї працює реставраційна лабораторія, де графічно і фотографічно фіксуються експонати, що знаходяться в фондах музею. Також до складу музею входить фотоархів і наукова бібліотека.

## Експозиція

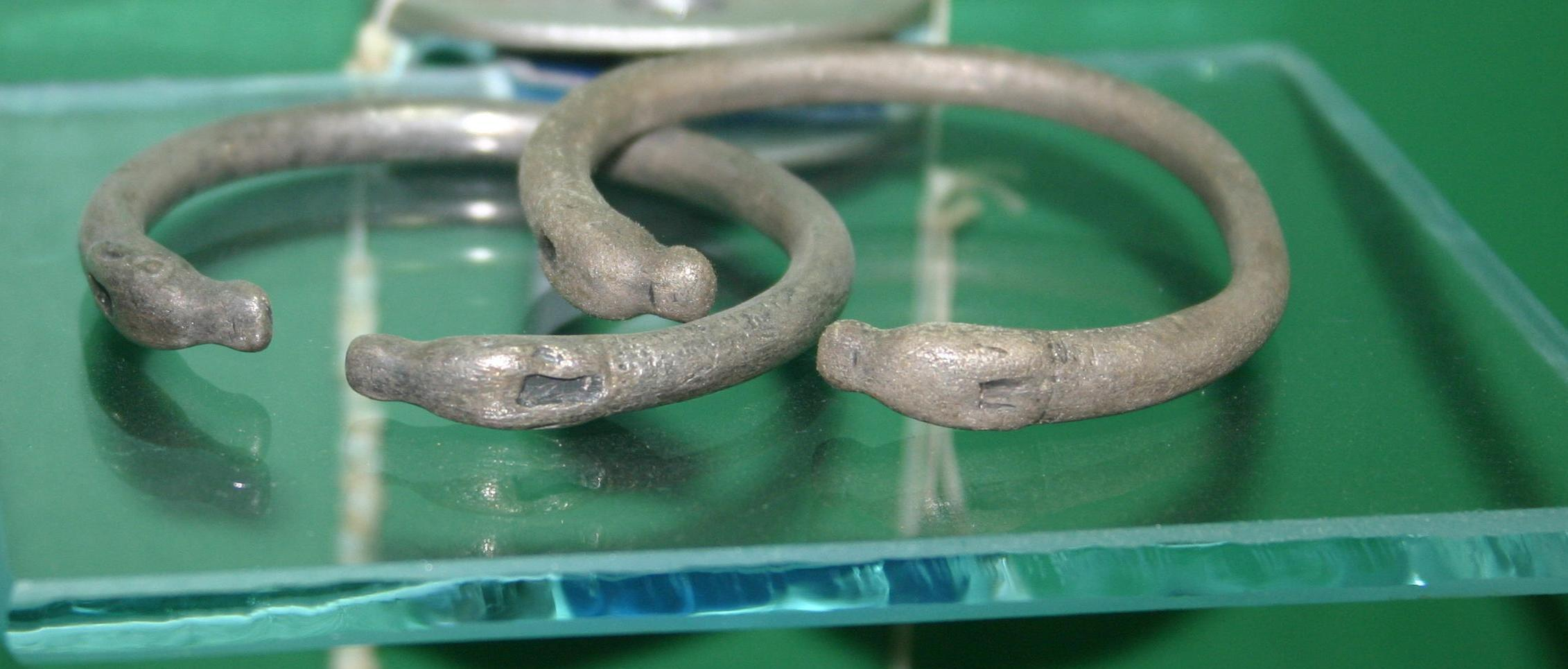
Грецькі срібні браслети

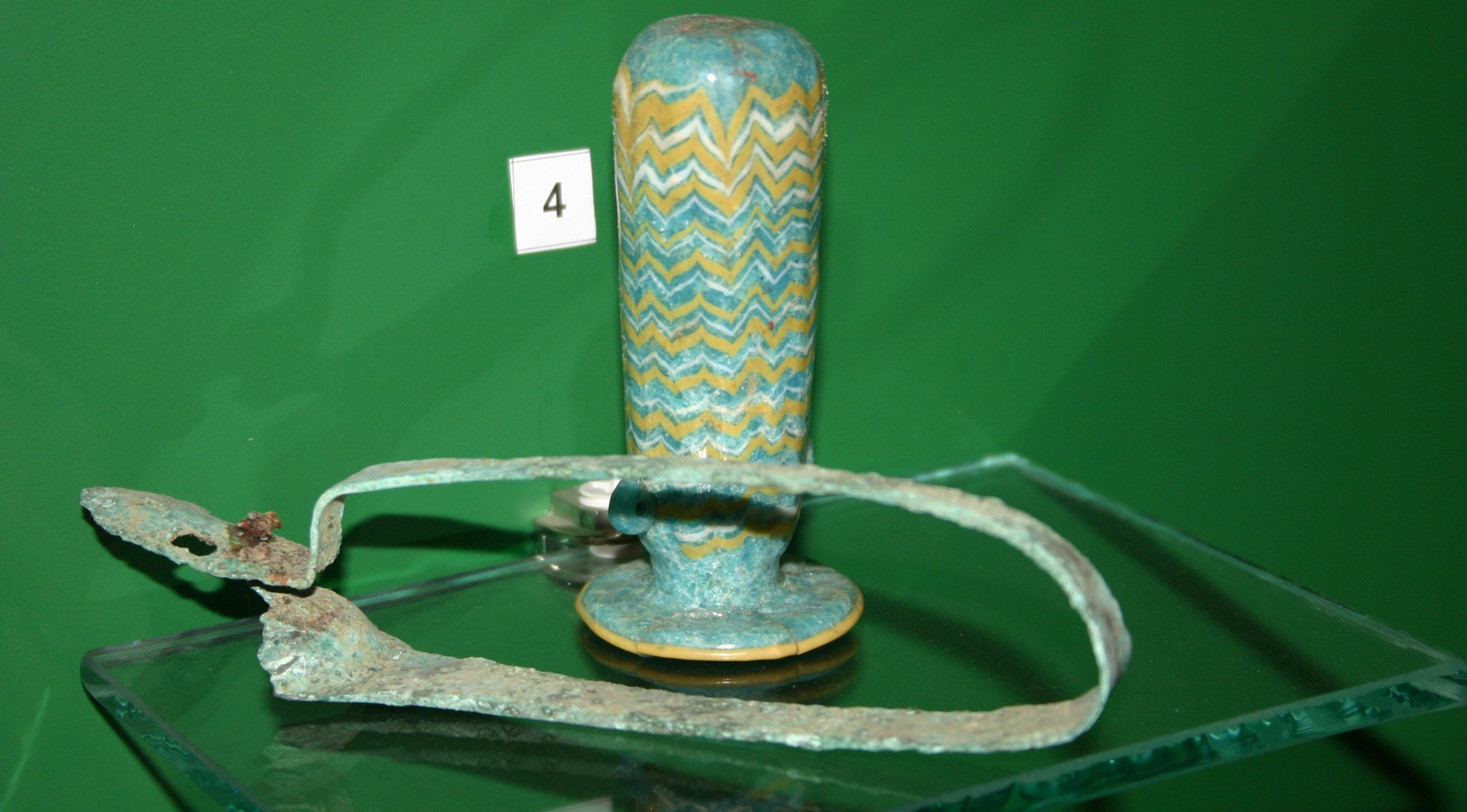

На другому поверсі музейної будівлі представлені експонати, що відносяться до кам'яної (ашельский період) і залізної доби (велика частина колекції — це предмети колхідської племінної культури).
На першому поверсі музею виставлені експонати античного періоду, раннього і пізнього середньовіччя, знайдені під час розкопок в античних і середньовічних фортецях Аджарії — Пічвнарському городищі античного періоду, а також на колхському (V ст. до н. е.), грецькому (V—IV ст. до н. е.) та елліністичному могильниках (IV—III ст. до н. е.). Представлений грецький та римський посуд античної епохи, а також грецькі й римські монети з розкопок в Гоніо-Апсароській фортеці (в тому числі з так званого «гонійського скарбу», знайденого археологами біля однієї з кріпосних стін гонійської фортеці). Крім того, в колекції представлені різні скульптурні зображення римлян, а також скульптурне зображення еллінського бога Серапіса, скляний та бронзовий посуд і римські прикраси.
В експозиції музею також знаходиться скарб із Хелвачаурі, який вказує на контакти Аджарії в ранньому Середньовіччі з арабським світом.